# الجارود العبدي
بشر بن عمرو بن حنش العبدي يعرف عمومًا بـالجارود العبدي (؟ - 641 م/ 20 هـ) شاعر عربي وصحابي ومحدث، والجارود لقبه. قدم من إقليم البحرين وافدا على النبي محمد سنة 9 هـ وكان سيد عبد القيس. انتقل إلى البصرة وقتل في خلافة عمر بن الخطاب بأرض فارس غازيا.

## سيرته
هو بشر بن عمرو بن حنش بن المعلى بن الحارث بن زيد حارثة بن معاوية بن ثعلبة ابن جذيمة بن عوف بن أنمار بن عمرو بن وديعة بن لكيز بن أفصى بن عبد القيس. «وَالْجَارُودُ بْنُ الْمُعَلَّى، وَالْجَارُودُ بْنُ الْمُنْذِرِ، هُمَا وَاحِدٌ وَمِنَ النَّاسِ مَنْ فَرَّقَ بَيْنَهُمَا» وقيل له الجارود لأنه أغار في الجاهلية على بكر بن وائل فأصبهم فجادهم وقد ذكر ذلك المفضل العبد في شعره فقال «ودسناهم بالخيل من كل جانب /كما جرد الجارود بكر بن وائل» فغلب عليه الجارود وعرف به. .

كانت له صحبة ومكانة، ووفد على النبي محمد في وفد عبد القيس سنة 9 هـ، وكان نصرانيا فأسلم، وكان قدومه مع المنذر بن ساوى في جماعة من قبيلته، وقدم على عمر بن الخطاب وكانت له عندة مكانة ومنزلة. شارك في الفتوحات الإسلامية في بلاد فارس وكان على رأس قبيلة عبد القيس في هذه الفتوحات. .

وقف الجارود وآله إلى جانب علي بن أبي طالب ومن أولاده عبد الله وحبيب ومسلم وغياث. وكان لهم مساهمات وولايات لعلي، وأم الجارود من بكر بن وائل. كان شريفًا في الجاهلية وشاعرًا من شعراء عبد القيس وسيدًا من ساداتها في الإسلام. سكن البصرة.

قتل الجارود في بلاد فارس سنة 20 هـ. وقيل إنه قتل بنهاوند مع النعمان بن مقرن وقيل إن عثمان بن أبي العاصي بعث الجارود في بعث نحو ساحل فارس فقتل بموضع يعرف بعقبة الجارود. 

روى عن النبي أحاديث وروى عنه مطرف بن الشخير وابن سيرين وأبو مسلم الجذمي وزيد بن علي أبو القموص وروى عنه من الصحابة عبد الله بن عمرو بن العاص وروى عنه جماعة من كبار التابعين.

من شعره: